# ثربان (جبل)
جبل ثربان (بفتح أوله وسكون ثانيه) هو جبل عظيم يَحْتَضِنُهُ وادي يبة من الشرق والجنوب ويقع في محافظة العرضيات في منطقة مكة المكرمة في المملكة العربية السعودية. تقع في الجزء الشمالي والشمالي الغربي منه ديار قبيلة بلقرن وفي باقي أجزائه ديار قبيلة بني شهر في محافظة المجاردة في منطقة عسير. تكثر في هذا الجبل الحيوانات المفترسة مثل الضبع والذئب والوشق، والعديد من حيوانات وطيور الصيد مثل الوبر والحجل والفهايا، ويمتاز بكثرة عيونه الصغيرة الدائمة الجريان، وأشجاره الكثيرة، وتنوع النباتات الطبيعية فيه.